# I’m in Love with My Car
«I’m in Love with My Car» (с англ. — «Я влюблён в свой автомобиль») — песня британской рок-группы Queen с альбома A Night at the Opera, изначально выпущенная 31 октября 1975 года в качестве стороны «Б» сингла «Bohemian Rhapsody». Автор песни и исполнитель всех вокальных партий — Роджер Тейлор.
Альбомная версия длится 3 минуты 4 секунды. На сингле был выпущен ремикс продолжительностью 3 минуты 10 секунд, в нём в начале добавлялись звуки автомобильного двигателя из конца песни, причём в конце он потерялся вместе с небольшой инструментальной партией. В 1997 году песня была выпущена на сборнике Queen Rocks, она, так же как и версия сингла, имеет шум мотора в начале, при этом сохраняет звуки в конце, длительность этой версии — 3 минуты 11 секунд. В 1991 году Hollywood Records выпустила ремикс композиции на переиздании альбома A Night at the Opera. Ремикс отличается несколько изменённым вступлением (с применением эффектов), а также несколько изменённым звучанием инструментов и несколько изменённым окончанием.
Тейлор написал эту песню о своём автомобиле Alfa Romeo, однако он был не единственным, о ком поётся в песне. По его словам, эта песня обо всех автомобилистах, хотя одним из прототипов также был Джонатан Харрис, сопровождавший Queen во время их концертов.

## В записи участвовали
- Роджер Тейлор — ударные, вокал, ритм-гитара
- Фредди Меркьюри — бэк-вокал, фортепиано
- Брайан Мэй — электрогитара
- Джон Дикон — бас-гитара